# Ølene
Ølene (udtales med lige tryk på alle stavelser) er et stort vådområde omkring Øle Å syd for Østermarie by på Bornholm.  Ølene udgør omkring 150 hektar, hvoraf de 122 hektar blev fredet som vildtreservat i 1942. Af fredningsbekendtgørelsen fremgår det, at ”al jagt samt indsamling af fugleæg er forbudt”. Desuden er der forbud ”mod at forulempe vildtet”, så derfor er der ikke aktuelle planer om bedre adgangsforhold.  Ølene er i dag et skovomkranset eng- og moseområde samt en sø. Søen er temmelig lavvandet, men om vinteren kan store dele af reservatet være oversvømmet.
Området fungerer som et fuglereservat, og afgrænses af Pedersker Plantage, Mønstergård, Store Ølegård og Almindingen. Fra fugletårnet ved savværket på Aspevej/Ølenevej ses ofte ørne over vådområdet.